# Nogomet na OI 1908.
Nogomet na Olimpijskim igrama u Londonu 1908. godine uključivao je natjecanja samo u muškoj konkurenciji. Natjecalo se ukupno 6 momčadi, od čega dvije iz Francuske.

## Osvajači medalja - muški
| Zlato | Srebro | Bronca |
| --- | --- | --- |
| Velika Britanija Horace Bailey Arthur Berry Frederick Chapman Walter Corbett Harold Hardman Robert Hawkes Kenneth Hunt Herbert Smith Henry Stapley Clyde Purnell Vivian Woodward | Danska P. Marius Andersen Harald Bohr Charles Buchwald Ludvig Drescher Johannes Gandil Harald Hansen August Lindgren Kristian Middelboe Nils Middelboe Sophus Nielsen Oscar Nielsen-Nørland Bjørn Rasmussen Vilhelm Wolffhagen | Nizozemska Reinier Beeuwkes Georges de Bruyn Kops Karel Heijting Johannes Kok Johannes de Korver Emil Mundt Louis Otten Gerard Reeman Everardus Snethlage Johannes Sol Jan Thomée Jan-Herman Welcker |